# Coupe nord-africaine des clubs champions 2010
Navigation
Édition précédente
La Coupe nord-africaine des clubs champions 2010 est la troisième édition de la Coupe nord-africaine des clubs champions. Non reconnue par la Caf et La FIFA .

## Résultats

### Demi-finales
| Date                                | Équipe 1           | Résultat | Équipe 2 | Aller | Retour |
| ----------------------------------- | ------------------ | -------- | -------- | ----- | ------ |
| 3 novembre 2010 et 12 novembre 2010 | Club africain      | 3 - 0    | Wydad AC | 0 - 0 | 0 - 3  |
| 4 novembre 2010 et 21 novembre 2010 | Al Ittihad Tripoli | 0 - 1    | MC Alger | 0 - 1 | 0 - 0  |

### Finale
| Date                                 | Équipe 1      | Résultat | Équipe 2 | Aller | Retour |
| ------------------------------------ | ------------- | -------- | -------- | ----- | ------ |
| 10 décembre 2010 et 23 décembre 2010 | Club africain | 3 - 1    | MC Alger | 2 - 0 | 1 - 1  |

| Coupe nord-africaine des clubs champions Vainqueur 2010 |
| ------------------------------------------------------- |
| Club africain Deuxième titre                            |